# Mednarodna zveza veksikoloških združenj
International Federation of Vexillological Associations (FIAV, francoska kratica za: Fédération internationale des associations vexillologiques) je mednarodna zveza 51 regionalnih, nacionalnih in večnacionalnih združenj in ustanov po vsem svetu, ki preučujejo veksilologijo oz. zastavoslovje, ki jo FIAV v svoji ustavi opredeljuje kot »ustvarjanje in razvoj zbirke znanja o zastavah vseh vrst, njihovih oblikah in funkcijah ter znanstvenih teorij in načel, ki temeljijo na tem znanju«.

## Zgodovina
Zastavoslovje oz. veksilologijo je formaliziral Whitney Smith leta 1957 Nato je začel organizirati različne organizacije in srečanja, vključno s prvim Mednarodnim kongresom veksilologije leta 1965 in FIAV.
FIAV je bil začasno organiziran 3. septembra 1967 na drugem mednarodnem veksilološkem kongresu v Rüschlikonu v Švici in uradno ustanovljen 7. septembra 1969 na tretjem mednarodnem veksilološkem kongresu v Bostonu v Massachusettsu v ZDA.

## Upravljanje
FIAV ima tričlanski odbor, ki ga sestavljajo predsednik, generalni sekretar in generalni sekretar za kongrese. Upravni odbor vodi tekoče zadeve FIAV-a in sklicuje dvoletne seje generalne skupščine, ki potekajo med vsakim mednarodnim zastavoslovnim kongresom. Generalno skupščino FIAV sestavljajo po en delegat iz vsake članice FIAV. Generalna skupščina izvoli upravni odbor in je odgovorna za določanje politike.

### Uradniki
Trenutni člani odbora FIAV so:
- Željko Heimer (sh) (predsednik)
- Bruce Berry (generalni sekretar)
- Graham Bartram (generalni sekretar za kongrese)[3]

## Članice
Trenutne članice FIAV so:
| Kratica | Ime                                                      | Država |
| ------- | -------------------------------------------------------- | --- |
| AAV     | Argentina Vexillology Association                        | Argentina |
| ACV     | Catalonian Vexillological Association                    | Španija ( Katalonija) |
| BDA     | Burgee Data Archives                                     | Kanada |
| BHVS    | Bulgarian Heraldry and Vexillology Society               | Bolgarija |
| BS      | Bandiere Storiche ONLUS                                  | Italija |
| CBFA    | Chesapeake Bay Flag Association                          | ZDA ( Delaware, Washington DC, Maryland, New Jersey, Pennsylvania, Virginia, West Virginia)                                                                  |
| CEBED   | Belgo-European Studies Center for Flags                  | Belgija |
| CFA     | The Canadian Flag Association                            | Kanada |
| CIDEC   | Foundation Interdisciplinary Center for Cultural Studies | Argentina |
| CISV    | Italian Centre of Vexillological Studies                 | Italija |
| CONAVEX | Corporación Nacional de Vexilología de Chile             | Čile |
| CVS     | Czech Vexillological Society                             | Češka |
| DGF     | German Flag Society                                      | Nemčija |
| FHF     | Flag Heritage Foundation                                 | ZDA |
| FI      | The Flag Institute                                       | Združeno kraljestvo |
| FOTW    | Flags of the World                                       | Worldwide (Based in Canada) |
| FRC     | The Flag Research Center                                 | ZDA |
| FSA     | Flag Society of Australia                                | Avstralija |
| GSI     | Genealogical Society of Ireland                          | Irska |
| GWAV    | Great Waters Association of Vexillology                  | ZDA ( Illinois, Indiana, Kentucky, Michigan, Ohio) |
| HGZD    | Croatian Heraldic and Vexillological Association         | Hrvaška |
| HS      | Heraldica Slovenica                                      | Slovenija |
| HVK     | The Heraldic Society "The Clover Leaf"                   | Nemčija |
| IHW     | Institute of Heraldry and Vexillology                    | Poljska |
| IVA     | Indian Vexillological Association                        | Indija |
| JAVA    | Japanese Vexillological Association                      | Japonska |
| KVV     | Breton Vexillology Society                               | France ( Brittany) |
| MZT     | Hungarian Flag Society                                   | Madžarska |
| NAVA    | North American Vexillological Association                | North America ( USA & Canada) |
| NEVA    | New England Vexillological Association                   | USA ( Connecticut, Maine, Massachusetts, New Hampshire, Rhode Island, Vermont)                                                                               |
| NF      | Nordic Flag Society                                      | Predloga:Podatki države Kalmar Union Nordic Europe ( Danska, Finska, Islandija, Norveška, Švedska)                                                           |
| NVvV    | Dutch Association for Vexillology                        | Nizozemska |
| NZFA    | New Zealand Flag Association                             | Nova Zelandija |
| MGD     | Macedonian Heraldic Society                              | Severna Makedonija |
| PFA     | Portland Flag Association                                | ZDA ( Oregon) |
| PH      | Partioheraldikot r.y.                                    | Finska |
| PTW     | Polish Vexillology Society                               | Poljska |
| RCVH    | Russian Centre of Vexillology and Heraldry               | Rusija |
| SAVA    | Southern African Vexillological Association              | Predloga:Podatki države SADC Southern Africa ( Angola, Botswana, Lesotho, Madagascar, Malawi, Mozambique, Namibia, South Africa, Eswatini, Zambia, Zimbabwe) |
| SCHG    | State Council of Heraldry at the Parliament of Georgia   | Gruzija |
| SEV     | Spanish Society of Vexillology                           | Španija |
| SFV     | French Society of Vexillology                            | Francija |
| SGHAPG  | Society of Genealogy, Heraldry and Archivist "Paul Gore" | Moldavija |
| SSV     | Swiss Society for Vexillology                            | Švica |
| SVB     | Belgium Vexillology Society                              | Belgija |
| SVI     | Flag Data Center                                         | Češka |
| SVPR    | Rotterdam Flag Parade Foundation                         | Nizozemska |
| UHT     | Ukrainian Heraldry Society                               | Ukrajina |
| VAST    | Vexillological Association of the State of Texas         | ZDA ( Texas) |
| VRCC    | Vexillological Research Center of China                  | Kitajska |
| WVRI    | World Vexillological Research Institute                  | Germany |

## Mednarodni kongresi zastavoslovja
Mednarodni zastavoslovni kongres je tedenska dvoletna konferenca. Kongres je sestavljen iz zastavoslovnih predavanj, generalne skupščine FIAV in strokovne ekskurzije.
Od leta 1969 FIAV sponzorira bienalne mednarodne zastavoslovne kongrese (ICV) s pomočjo lokalnega organizacijskega odbora. ICV 30 naj bi potekal leta 2024 v Pekingu (Kitajska).

## Zastava FIAV
Zastavo FIAV je prvotno oblikoval Klaes Sierksma, organizacijski odbor drugega mednarodnega kongresa zastavoslovja pa jo je nekoliko spremenil. Zastava je bila uvedena 3. septembra 1967. Njen opis je: »Na modrem polju, ki se razteza vodoravno od leve proti desni, dve rumeni vrvici, ki tvorita dve prepleteni zanki«. Modra barva je definirana kot Pantone Matching System U293, rumena pa kot Pantone Matching System U123. Zastave za tri častnike so bile odobrene leta 1999, oblikoval pa jih je nekdanji predsednik FIAV William Crampton.

## Odličja in medalje FIAV
Številne nagrade in medalje so podeljene članom FIAV ali članom pridružene organizacije FIAV iz različnih razlogov.